# Gunstar Heroes
Gunstar Heroes é um jogo eletrônico de tiro do gênero run & gun desenvolvido pela Treasure e publicado pela Sega. O jogo de estreia da Treasure foi originalmente lançado para o Mega Drive no final de 1993, e mais tarde portado para o Game Gear, pela M2. Em 23 de fevereiro de 2006, Gunstar Heroes foi lançado como parte do Gunstar Heroes: Treasure Box Collection para o PlayStation 2. Também está disponível no Wii's Virtual Console. Em 2009, foi lançado no dia 10 de junho para Xbox Live Arcade e 11 de junho para PlayStation Network. Em 2015, uma versão 3D Classics foi lançada no Nintendo 3DS eShop. Ele foi listado entre os melhores jogos de vídeo de todos os tempos por várias publicações.

## Jogabilidade
Gunstar Heroes é um jogo de tiro de rolagem lateral. O jogador tem quatro armas para escolher, que podem ser combinadas em pares para criar um adicional de 10  armas, num total de 14. Além das armas, o jogador pode abordar inimigos em combate à curta distância. É possível agarrar e atirar os inimigos, realizar ataques durante corrida e salto e uma rasteira de longo alcance.
Ao contrário da maioria dos jogos do gênero, o jogador tem um total de pontos de vida calculado em números. A morte de um jogador requer vários golpes, mas apenas uma morte emitirá a opção para continuar a partir do início do nível ou  terminar o jogo. Os jogadores têm continues ilimitados. O principal destaque do jogo são os encontros com chefes, que muitas vezes apresentam grandes inimigos compostos de vários sprites , permitindo movimento fluido.
Gunstar Heroes apresenta quatro tipos de armas: Force, um tiro potente que dispara rapidamente; Lightning, um tiro certeiro que atravessa os inimigos; Chaser, que persegue os inimigos; e Flame, um tiro que é muito eficaz de perto. Através da combinação de duas armas, uma nova arma pode ser formada. Por exemplo, combinando o Lightning e o Chase dá um ataque de raios teleguiado.
Em 6 de outubro de 2005, a Treasure e a Sega lançaram Gunstar Super Heroes, um título Gunstar para o Game Boy Advance. O jogo faz algumas alterações para o jogabilidade, como ter uma seleção de armas fixa e a adição de 'super' ataques controlados pelo gatilho. Além disso, apresenta-se como uma sequência distante do original, mas os níveis e chefes são remixadas e, assim, fica rotulada como uma "releitura." Em 23 de fevereiro de 2006, a Sega lançou uma coletânea de jogos da Treasure na sua série Sega Ages para o PlayStation 2. Intitulada Treasure Box, ela contém Gunstar Heroes destaque (no caso de ela estar na capa), juntamente com Dynamite Headdy e Alien Soldier. Treasure Box também contém várias versões destes títulos, bem como manuais digitais e outros materiais de bônus.

## Recepção
Gunstar Heroes foi premiado como Melhor Jogo de Ação de 1993, pela Electronic Gaming Monthly. A revista MegaTech elogiou a animação e a velocidade de jogo, e não conseguia pensar em quaisquer pontos negativos para o jogo.
A Retro Gamer, muitas vezes, elogiou o jogo em sua edição impressa, e também o incluiu entre os dez melhores jogos do Mega Drive em sua versão on-line, descrevendo-o como um " jogo de plataforma/atirador absurdamente bom que possui gráficos alucinantes, um ritmo acelerado e implacável e dezenas de fantásticos encontros de chefe," com "gráficos incríveis" e "toda forma interessante de mecânica de jogo para garantir que todos os níveis permanecem tão frescos como uma proverbial margarida. Se você estiver atrás de um frenético blaster, então não procure mais. Este é o paraíso do run-n-gun  e não deve ser desperdiçado." Além disso, incluiu-o na lista de dez melhores do Game Gear.
Gunstar Heroes foi listado entre os melhores jogos de vídeo de todos os tempos pelas seguintes publicações: Electronic Gaming Monthly (em 1997, 2001 e 2006), o Guinness World Records, IGN (em 2003 e 2005), NowGamer, e Retro Gamer.